# Koplik
Koplik (albanisch auch Kopliku) ist eine Kleinstadt in Nordalbanien mit 1464 Einwohnern (Volkszählung 2023). Der Hauptort der Gemeinde Malësia e Madhe verfügt über eine einfache Infrastruktur zur Versorgung der Bevölkerung mit Konsumgütern sowie in den Bereichen Gesundheit und Bildung.
Die Stadt liegt östlich des Shkodrasees in einer weiten, fruchtbaren Ebene. Rund 17 Kilometer südlich liegt Shkodra, die größte Stadt Nordalbaniens. Bis zur montenegrinischen Grenze sind es auf der Straße rund 15 Kilometer. Östlich von Koplik erheben sich die Nordalbanischen Alpen.
Koplik wurde von den Römern gegründet und hieß damals Cinna. Die lokale Bevölkerung konvertierte während der langen Zeit, als Albanien Teil des Osmanischen Reichs war, vollständig zum Islam, während die Landbevölkerung der Malësia katholisch blieb. Nach dem Zusammenbruch des kommunistischen Regimes in Albanien im Jahr 1991 begann eine große Landflucht aus den Bergen. Viele siedelten sich in Shkodra und Koplik an. Die Neuzuzügler bauten auch die erste katholische Kirche in Koplik seit dem 18. Jahrhundert.

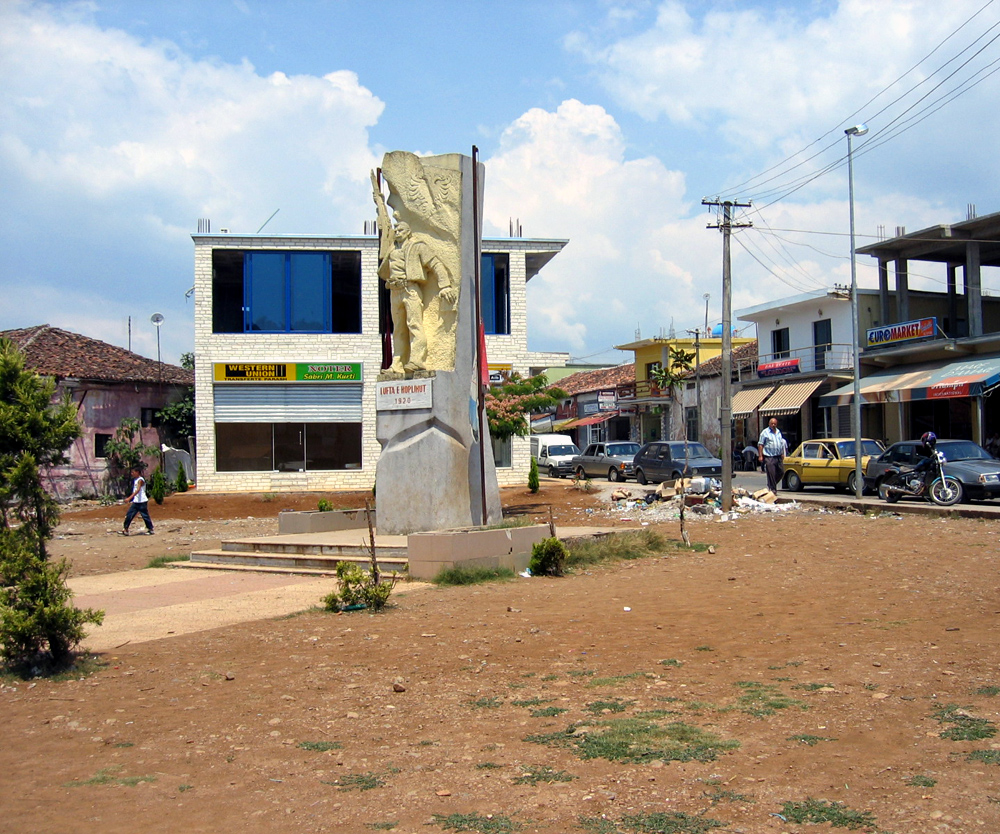
Zentraler Platz im Jahr 2006 mit Denkmal

Ein Denkmal in der Stadtmitte erinnerte an einen Kampf im Jahr 1920 – von den Albanern Lufta e Koplikut (Koplik-Krieg) genannt – gegen die Montenegriner und Serben, die sich nach dem Ersten Weltkrieg Nordalbaniens bemächtigen wollten. 1945 kam es zu einem Aufstand gegen die Kommunisten, weshalb die Stadt in den nächsten Jahrzehnten von der Regierungsmacht vernachlässigt wurde. Nach einer Neugestaltung des Ortszentrums wurde das Denkmal in den 2010er Jahren entfernt.
Während des UNO-Embargos gegen Jugoslawien in den 1990er Jahren profitierte Koplik vom Schmuggel über den Shkodrasee ins benachbarte Montenegro. Gerade Treibstoff wurde damals in großen Mengen geschmuggelt. Nach dem Zusammenbruch der Pyramidenfirmen im Jahr 1997 verharrte Koplik in ökonomischer Stagnation und viele Bewohner – insbesondere die jungen Männer – verließen den Ort. Bis 2015 bildete Koplik eine eigenständige Gemeinde innerhalb des Kreises Malësia e Madhe.
Nach dem Sturz des kommunistischen Regimes stieg die Einwohnerzahl Kopliks an, da viele Menschen aus den Bergen zugezogen waren. 2001 wurden 3734 Einwohner gezählt. Danach ging die Bevölkerung wie in ganz Albanien aber wieder zurück.
Koplik liegt an einer der wichtigsten Verbindungen Albaniens mit dem Ausland. Die Straße SH1 von Shkodra durch den Ort zur Grenzstation Han i Hotit und weiter in die montenegrinische Hauptstadt Podgorica wurde im Jahr 2012 ausgebaut. Auch die Mitte der 1980er Jahre erbaute Eisenbahnlinie von Shkodra nach Podgorica der Hekurudha Shqiptare ist heute wieder in Betrieb, nachdem in den 1990er Jahren ein Großteil der Gleise illegal demontiert und als Alteisen verkauft worden war. Allerdings findet bisher nur Gütertransport statt.